# Ante Starčević
Ante Starčević (ur. 23 maja 1823 w Velikim Žitniku, zm. 28 lutego 1896 w Zagrzebiu) – chorwacki polityk, publicysta i pisarz.

## Życie

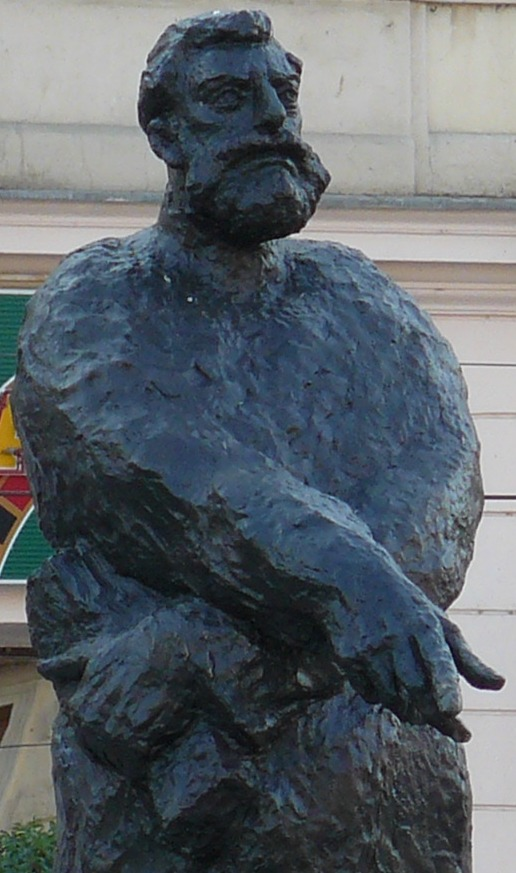
Pomnik w Osijeku

Starčević urodził się w Velikim Žitniku. Pochodził z mieszanej rodziny (jego matka była pochodzenia serbskiego, a ojciec chorwackiego). W 1845 roku ukończył gimnazjum w Zagrzebiu. Rozpoczął studia w seminarium w Senju, ale przeprowadził się do Pesztu i tam zaczął naukę w katolickim seminarium, które ukończył w 1848 roku. W 1846 r. otrzymał tytuł doktora filozofii. Starčević po ukończeniu studiów wrócił do Senja, gdzie kontynuował studia teologiczne. Miał już zostać księdzem, lecz zrezygnował, i podjął pracę w kancelarii prawnej.
W 1861 r. Starčević założył (wraz z Eugenem Kvaternikiem) Chorwacką Partię Prawa i został wybrany do parlamentu.
W 1862 r. został skazany na miesiąc więzienia. Uważano go za wroga Austro-Węgier. Starčević wrócił do kancelarii prawnej, gdzie pracował do 11 października 1871 r., kiedy to ponownie został aresztowany.
Starčević zmarł w 1896 r. w wieku 73 lat. Zgodnie ze swoją prośbą został pochowany w kościele św. Mirko w Zagrzebiu.